# Tiranges
Tiranges é uma comuna francesa na região administrativa de Auvérnia-Ródano-Alpes, no departamento de Alto Loire. Estende-se por uma área de 26,25 km². Em 2010 a comuna tinha 489 habitantes (densidade: 18,6 hab./km²).

## Geografia
A comuna situa-se no coração de Velay, às portas de Auvérnia-Ródano-Alpes, entre Retournac, Boisset e Saint-Pal-de-Chalencon.

## História
A comuna é mencionada pela primeira vez no Século XII. Em 1789 pertencia à província de Forez mas, fruto da divisão da província em dois departamentos, desde 4 de Março de 1790 que passara a pertencer à Alto Loire